# Napoli si ribella
Napoli si ribella è un film del 1977, diretto da Michele Massimo Tarantini.

## Trama
Il commissario di polizia Dario Mauri, dai metodi duri e spesso contestati, trasferito da Milano a Napoli, si trova ad indagare su un furto avvenuto in una banca relativo ad alcune cassette di sicurezza. Coadiuvato nelle indagini dal maresciallo Nicola Capece, inizialmente il caso sembra essere una banale questione di gioielli; in realtà il commissario si trova ad affrontare un potente boss della camorra, Domenico Laurenzi, difeso costantemente con successo dall'avvocato Cerullo.
Solo dopo il succedersi di diversi omicidi e dopo avere rischiato la vita, Dario e Nicola scoprono che Laurenzi è stato tradito dal suo dipendente Bonino e dal suo uomo Pasquale Donnaregina detto Core 'e cane che gli hanno sottratto una grossa quantità di droga e lo hanno messo nell'impossibilità di far fronte a impegni presi con delinquenti di rilievo internazionale.

## Produzione
Il film è stato girato tra Napoli e Roma. La villa vicino alla ferrovia dove Dario Mauri si incontra con l'avvocato Cerullo si trova a Bagnoli.

## Colonna sonora
La colonna sonora del film è stata composta da Franco Campanino e pubblicata su LP nel 1977 dalla Cinevox con il titolo Napoli si ribella (Colonna sonora originale del film), in cui è eseguita dalla Panama Red Orchestra, già esecutrice delle colonne sonore dei film Fango bollente e Lettomania, anch'esse composte da Campanino. La colonna sonora del film è stata infine ristampata una sola volta, nel 2010, dall'etichetta discografica Digitmovies in formato CD, con l'aggiunta di quattro tracce extra.